# Graminella nielsoni
Graminella nielsoni är en insektsart som beskrevs av Kramer 1965. Graminella nielsoni ingår i släktet Graminella och familjen dvärgstritar. Inga underarter finns listade i Catalogue of Life.